# Neoseiulus dissipatus
Neoseiulus dissipatus är en spindeldjursart som först beskrevs av Kolodochka 1991.  Neoseiulus dissipatus ingår i släktet Neoseiulus och familjen Phytoseiidae. Inga underarter finns listade i Catalogue of Life.